# نیکلائوس لازاریدیس
نیکلائوس لازاریدیس (یونانی: Νικόλαος "Νίκος" Λαζαρίδης؛ زادهٔ ۱۲ ژوئیهٔ ۱۹۷۹) بازیکن فوتبال اهل یونان است.
از باشگاه‌هایی که در آن بازی کرده‌است می‌توان به باشگاه فوتبال آترومیتوس، باشگاه فوتبال آستراس تریپولی، باشگاه فوتبال آریس سالونیک، و باشگاه فوتبال پانیونیوس اشاره کرد.